# Cesár Sampson
Cesár Sampson, född 18 augusti 1983 i Linz, är en österrikisk sångare och låtskrivare.
Den 5 december 2017 stod det klart att han skulle representera Österrike i Eurovision Song Contest 2018 i Lissabon med låten "Nobody but You". Bidraget slutade på tredje plats i finalen. Sampson har tidigare körat bakom Bulgariens bidrag (2016 och 2017) i tävlingen.